# Мікожин (Конінський повіт)
Мікожин (пол. Mikorzyn) — село в Польщі, у гміні Слесін Конінського повіту Великопольського воєводства.
Населення — 686 осіб (2011).
У 1975-1998 роках село належало до Конінського воєводства.

## Демографія
Демографічна структура станом на 31 березня 2011 року:
|          | Загалом | Допрацездатний вік | Працездатний вік | Постпрацездатний вік |
| -------- | ------- | ------------------ | ---------------- | -------------------- |
| Чоловіки | 349     | 82                 | 236              | 31                   |
| Жінки    | 337     | 66                 | 210              | 61                   |
| Разом    | 686     | 148                | 446              | 92                   |